# Onthophagus murchisoni
Onthophagus murchisoni es una especie de insecto del género Onthophagus, familia Scarabaeidae, orden Coleoptera.

## Historia
Fue descrita científicamente por Blackburn en 1892.